# Црква Светог архангела Гаврила у Иванди
Црква Светог архангела Гаврила је православна црква у месту Иванда, жупанија Тимиш, Румунија. Припада Епархији темишварској Српске православне цркве. Представља историјски споменик Румуније.

## Историја
Иванда се у записима први пут помиње 1333. године, и да је тада имала месног свештеника. Кад су пећки калуђери сакупљали милостињу у Иванди 1660. године, забележили су неког Николу поповог, а 1767. два свештеника, обојица локални мештани. Садашња црква сазидана је 1852. од печене цигле, торањ 1913. године. Споља има облик лађе, унутра облик крста, лучну олтарску апсиду и торањ.  Одликује се упадљивом западном фасадом, украшеном са четири масивна стуба, који јој дају израз стабилности и отмености због чега се сврства међу лепше примерке црквене архитектуре 19. века у Банату. У торњу се налазе четири звона. Према веровању мештана, звонима се могу растеривати олујни облаци. Црквене књиге су углавном из 18. и 19. века. На западној фасади је постављена спомен-плоча са именима локалних Срба страдалих у Првом светском рату.

## Иконостас
На старом иконостасу из 18. века је радио Шербан Поповић, док је Стефан Поповић био аутор појединачних икона. Еуген Шпанг из Темишвара, осликао је иконостас 1897. по жељи и трошку Адама и Теце Перинца, двојице водећих домаћина у Иванди. Приказане су у соклу четири библијске сцене, на царским дверима Благовести, на бочним Свети архиђакон Стефан, односно Свети Георгије, изнад царских двери Тајна вечера, изнад бочних Улазак у Јерусалим и Сусрет Марије и Јелисавете, престоне иконе Свети Никола, Богородица, Спаситељ и Претеча, празничне иконе Рођење, Крштење, Васкрсење, Вазнесење Христово, Силазак Светог Духа и Преображење, у луку тематски склоп Распећа и бочно са обе стране апостоли.